# Joseph Quinn
Joseph Anthony Francis Quinn (Londres, 26 de janeiro de 1994) é um ator britânico, Ficou conhecido pelo seu trabalho na série Stranger Things, no papel de Eddie Munson, e também pelo papel de Johnny Storm / Tocha Humana no filme The Fantastic Four: First Steps, e também no papel de Imperador Geta no filme Gladiador II de 2024.

## Biografia
Quinn nasceu em 1994 em Londres, Inglaterra. Criado em South London, ele frequentou a escola independente Emanuel School no período de 2007 a 2012; ele ganhou uma bolsa de estudos como parte de seu programa acadêmico de teatro. Posteriormente, Quinn estudou teatro na London Academy of Music and Dramatic Art (LAMDA) e formou-se em 2015.
Após os estudos, Quinn foi escalado para o papel principal de Arthur Havisham na série de televisão da BBC One Dickensian. O programa estreou em dezembro de 2015. Nos anos seguintes, ele atuou nos palcos de Londres no National Theatre e em teatros da Off West End. Quinn estrelou em 2017 a série Howards End, interpretando Leonard Bast, um jovem bancário, ao lado de Hayley Atwell. No mesmo ano ele fez uma participação na série da HBO, Game of Thrones, interpretando um soldado dos Stark, Koner.
Em 2022, Quinn interpretou Eddie Munson na quarta temporada da série Stranger Things. Ele foi escalado em 2019 e as filmagens ocorreram em 2021.

## Filmografia

### Filmes
| Ano  | Título                          | Papel                       | Notas          |
| ---- | ------------------------------- | --------------------------- | -------------- |
| 2015 | Instinct                        | Dan                         | Curta-metragem |
| 2017 | KIN                             | Jamie                       | Curta-metragem |
| 2018 | The Hoist                       | Hash                        | Curta-metragem |
| 2018 | Overlord                        | Grunauer                    |                |
| 2019 | Make Up                         | Tom                         |                |
| 2023 | Hoard                           | Michael                     |                |
| 2024 | A Quiet Place: Day One          | Eric                        |                |
| 2024 | Gladiator II                    | Geta                        |                |
| 2025 | The Fantastic Four: First Steps | Johnny Storm / Tocha Humana |                |
| 2026 | Avengers: Doomsday              | Johnny Storm / Tocha Humana |                |

### Televisão
| Ano  | Título              | Papel           | Canal                           | Notas                                  |
| ---- | ------------------- | --------------- | ------------------------------- | -------------------------------------- |
| 2011 | Postcode            | Tim             | CBBC                            | Episódio 1                             |
| 2016 | Dickensian          | Arthur Havisham | BBC One                         | 19 episódios                           |
| 2017 | Game of Thrones     | Koner           | HBO                             | Episódio: "The Spoils of War" (7.4)    |
| 2017 | Howards End         | Leonard Bast    | BBC One (RU) Starz (EUA)        | Minissérie                             |
| 2017 | Timewasters         | Ralph           | ITV2 (RU) CBC Gem (EUA)         | 2 episódios                            |
| 2018 | Les Misérables      | Enjolras        | BBC One                         | Minissérie; 3 episódios                |
| 2019 | Catherine the Great | Paulo I         | Sky Atlantic (RU) HBO (EUA)     | Minissérie                             |
| 2020 | Strike              | Billy Knight    | BBC One                         | 4 episódios                            |
| 2020 | Small Axe           | PC Dixon        | BBC One (RU) Amazon Prime (EUA) | Episódio: "Mangrove"                   |
| 2022 | Stranger Things     | Eddie Munson    | Netflix                         | Recorrente (4ª temporada); 7 episódios |

## Teatro
| Ano  | Título     | Papel  | Diretor             | Local                  | Notas  |
| ---- | ---------- | ------ | ------------------- | ---------------------- | ------ |
| 2016 | Deathwatch | Morris | Geraldine Alexander | Print Room             |        |
| 2017 | Wish List  | Dean   | Matthew Xia         | Royal Court Theatre    | [ 10 ] |
| 2017 | Mosquitoes | Luke   | Rufus Norris        | Royal National Theatre | [ 11 ] |